# Приокка
Приокка (итал. Priocca) — коммуна в Италии, располагается в регионе Пьемонт, в провинции Кунео.
Население составляет 1967 человек (2008 г.), плотность населения составляет 218 чел./км². Занимает площадь 9 км². Почтовый индекс — 12040. Телефонный код — 0173.
Покровителем коммуны почитается святой первомученик Стефан, празднование 26 декабря.

## Демография
Динамика населения:

## Администрация коммуны
- Официальный сайт: